# FC Etzella Ettelbruck
FC Etzella Ettelbruck este o echipă de fotbal din orașul Ettelbruck, Luxemburg. Evoluează în Divizia Națională, dar și în Cupa Luxemburgului.

## Lotul sezonului 2009-2010
| Nr. |           | Poziție | Jucător              |
| --- | --------- | ------- | -------------------- |
| 1   | Luxemburg | P       | Philippe Hahm        |
| 2   | Polonia   | F       | Bartłomiej Pietrasik |
| 3   | Luxemburg | M       | Charles Leweck       |
| 4   | Luxemburg | M       | Gilles Kettels       |
| 5   | Luxemburg | F       | Jacques Plein        |
| 6   | Brazilia  | M       | André Bastos         |
| 7   | Belgia    | M       | Gauthier Remacle     |
| 8   | Luxemburg | F       | Ben Federspiel       |
| 9   | Brazilia  | A       | Nilton               |
| 12  | Luxemburg | P       | Joé Flick            |

| Nr. |            | Poziție | Jucător            |
| --- | ---------- | ------- | ------------------ |
| 13  | Luxemburg  | A       | Claudio Da Luz     |
| 14  | Luxemburg  | M       | Carlos Ferreira    |
| 16  | Portugalia | A       | Cleudir            |
| 17  | Luxemburg  | F       | Gilles Engeldinger |
| 18  | Guineea    | A       | Soriba Camara      |
| 19  | Luxemburg  | F       | Claude Reiter      |
| 20  | Luxemburg  | M       | Fons Leweck        |
| 21  | Belgia     | M       | François Papier    |
| 22  | Cipru      | P       | Ali Duvarci        |